# 2020年10月中国大陆

## 10月1日
- 全长16.34公里的平潭海峡公铁两用大桥公路面试通车[1]。
- 下午，山西省太原市迎泽区小山岩村台骀山景区冰灯雪雕馆发生火灾。现场共搜救出28人，其中13人遇难，其余15人暂无生命危险[2]。
- 晚，在山东省青岛市举行的2020年全国游泳冠军赛暨东京奥运会达标赛上，由徐嘉余、闫子贝、张雨霏和杨浚瑄组成的队伍以3分38秒41的成绩创造了男女4×100米混合泳接力新的世界纪录[3]。

## 10月2日
- 上午，湖北省仙桃市彭场镇马沟、大岭、夏新等3村共17人出现头晕、恶心、腹泻、乏力等症状，均不发热，并前往医院就诊。经现场调查和取样化验，确定这些患者属饮用自来水钡金属超标所致。涉事企业已于当日停产接受调查[4]。
- 上午9时20分左右，山西省介休市昌盛煤气化公司供电线路发生故障，造成焦炉烟气大量涣散[5]。
- 上午11时半，湖南省株洲市悠移庄园热气球飞行营地发生坠落事故，一名兼职大学生当场坠亡[6]。

## 10月3日
- 晚，河北唐山市发生一起酒后驾车撞人事件。该案件已造成1人死亡，7人受伤，嫌疑人被当场控制[7]。

## 10月4日
- 中华人民共和国主席习近平同孟加拉国总统哈米德互致贺电，庆祝两国建交45周年[8]。
- 5时40分许，吉林省松原市扶余市长春岭镇发生一起货车相撞交通事故，造成18人死亡，1人受伤[9]。

## 10月5日
- 三峡集团白鹳滩水电站左岸地下厂房最后一仓混凝土浇筑完成，标志着世界最大的地下厂房全线封顶[10]。
- 甘肃省定西市岷县一辆重型自卸货车失控后冲进农贸市场，导致6人死亡14人受伤[11]。
- 山东省日照市莒县柳岸香苑建筑工地发生一起塔机倒塌事故，造成4人死亡[12]。
- 黑龙江省鸡西市一家12口家庭有9人在聚餐时发生食物中毒事件，截至12日已致8人死亡[13][14]。最后一名幸存者于19日中午去世[15]。

## 10月6日
- 凌晨，云南省大理州剑川县甸南镇剑兰公路甸南加油站往兰坪方向发生车辆侧翻事故，致1人死亡[16]。
- 11时许，湖北省恩施市舞阳坝街道办事处东风大道发生山体塌方，造成1人死亡[17]。
- 14时58分许，安徽省六安市金寨县天堂寨镇马石村三叉路口向南约500米处发生车辆坠河事故，致3人死亡[18]。

## 10月7日
- 山东省莘县发生男子杀妻潜逃事件，嫌疑人于12日在江苏省睢宁县落网[19]。
- 11时45分，云南省腾冲市猴桥镇辖区发生一起道路交通事故，致4人死亡、1人受伤[20]。

## 10月8日
- 10时50分许，广东省汕尾市陆河县水唇镇一建筑工地发生坍塌事故，共造成7人死亡，1人重伤，1人轻伤[21]。
- 15时40分许，四川省广元市苍溪县公安局民警李雨阗跳入嘉陵江对坠江女子施救。因江水湍急，两人均溺水身亡[22]。

## 10月9日
- 中央外事工作委员会办公室主任杨洁篪访问斯里兰卡[23]，并与斯里兰卡总统戈塔巴雅·拉贾帕克萨和总理马欣达·拉贾帕克萨会面，双方表示继续推动科伦坡港口城和汉班托塔港综合开发等项目[24]。
- 西藏昌都各族各界隆重庆祝解放70周年[25]。
- 中午12时许，著名京剧表演艺术家、当今谭派掌门谭元寿在北京离世，享年92岁[26]。
- 内蒙古自治区武川县二份子乡黑浪壕村发生村民持刀伤人事件，共导致3人死亡、2人受伤，其中一名死者系当地派出所副所长[27]。

## 10月10日
- 中共中央总书记习近平就朝鲜劳动党成立75周年向朝鲜劳动党委员长金正恩致贺电[28][29]。
- 中央外事工作委员会办公室主任杨洁篪访问阿联酋，并与阿联酋阿布扎比王储穆罕默德·本·扎耶德·阿勒納哈揚会面[30]。10月11日，他访问阿尔及利亚，并在阿尔及尔会见阿尔及利亚总统特本，随后与阿尔及利亚外长布卡杜姆会谈[31][32]。
- 贵州省毕节市两客车追尾起火，致7人身亡[33]。
- 上午11时20分，江西省新余市新钢集团公司高效发电二期项目发生煤气泄露事故，致1人遇难，另有4人正在抢救中[34]。

## 10月11日
- 陕西省汉中市南郑区发生一起酒后驾车逃逸事故，致2人死亡。嫌疑人于当日下午17时投案自首[35]。
- 山西财经大学官方微博通报近日多名学生出现腹泻、呕吐症状，其中一些系感染诺如病毒所致。截至17时，患者共计22例，症状消失接受隔离观察者57例[36]。

## 10月12日
- 中央外事工作委员会办公室主任杨洁篪访问塞尔维亚，在贝尔格莱德与塞尔维亚总统武契奇会见[37][38]。
- 0时57分，中国在西昌卫星发射中心用长征三号乙运载火箭，成功将高分十三号卫星发射升空，卫星顺利进入预定轨道[39][40][41][42]。
- 中国人民银行自即日起将远期售汇业务的外汇风险准备金率从20%下调为0[43]。
- 17时03分左右，江苏大学食品与生物工程学院一名湖北籍大学生从6楼卫生间跳楼自杀[44]。
- 中国广电网络股份有限公司在京召开成立大会，将成为中国第四大电信运营商[45]。

## 10月13日
- 第四次全国语言文字会议在北京召开[46]。
- 中国在第75届联合国大会上再次成功当选联合国人权理事会成员，任期为2021年至2023年[47]。
- 丽江至香格里拉铁路（丽香铁路）金沙江特大桥实现合龙，该桥是世界上首座大跨度钢桁梁铁路悬索桥[48]。
- 晚间，一艘货船在琼州海峡附近翻沉，10名船员遇险，至少2人已无生命体征[49]。
- 广东台山一珠宝行店铺发生一宗刑事案件，事主和犯罪嫌疑人发生冲突受伤，经抢救无效2人死亡[50]。
- 早7時左右，大連理工大學化工學院一名研究生被發現在實驗室自縊身亡[51]。

## 10月14日
- 最高人民法院、最高人民检察院、公安部联合发布《关于依法办理“碰瓷违法犯罪案件的指导意见》，首次明确了对“碰瓷”行为的法律界定[52][53]。
- 袁隆平“海水稻”团队和江苏省农业技术推广总站合作试验种植的“超优千号”耐盐水稻的平均亩产量达到8029公斤，此产量创下盐碱地水稻高产新纪录[54][55]。
- 零时许，江西省上饶市弋阳县花亭乡发生一起命案，造成3人死亡，嫌疑人于16日落网[56]。
- 深圳经济特区建立40周年庆祝大会在中华人民共和国广东省深圳市举行，中共中央总书记习近平出席大会并发表重要讲话[57]。
- 江苏师范大学科文学院回应在2019年8月至2020年10月期间，有22名在校生感染肺结核、43名学生胸部CT影像异常[58]。
- 下午17点50分左右，长城宽带突现全国多地断网[59]。

## 10月15日
- 上午8时许，一辆货运列车在经过广东省湛江市麻章区黎湛铁路洋水岭路段时，发生部分车厢脱线事故。无人员伤亡[60]。
- 上午10时许，广东省佛山市高明区更合镇冠王五金塑料有限公司仓库发生火灾，1人轻伤[61]。
- 成都大学党委书记毛洪涛失联[62]。
- 数字人民币在深圳开启试点测试，面向在深个人发放5万个数字人民币红包，每个红包金额为200元，共计1000万元[63]。
- 下午，中国足协放弃承办2022年亚足联U23亚洲杯[64]。
- 知名田径运动员张培萌的妻子张莫涵在微博发长文控诉丈夫家暴、出轨，于网络引起热烈讨论[65]。
- 山东省济南市第12座跨黄河大桥凤凰黄河大桥合龙[66]。
- 国家主席习近平同赤道几内亚总统奥比昂互致贺电，庆祝两国建交50周年[67]。

## 10月16日
- 凤凰黄河大桥主桥钢箱梁顺利完成合龙。该桥主桥全长1332米，整幅全宽61.7米，是黄河上最宽的大桥[68]。
- 10月15日失蹤的成都大學黨委書記毛洪涛的遗体在其住处附近一河道内被找到[69]。
- 晚，第四届平遥国际电影展落下帷幕。新增奖项“2020奖”颁给《八佰》[70]。

## 10月17日
- 下午，第十三届全国人大常委会第二十二次会议在人民大会堂闭幕。会议经表决通过了关于修改专利法的决定、生物安全法、新修订的未成年人保护法、出口管制法、关于修改国旗法的决定、关于修改国徽法的决定、关于修改全国人民代表大会和地方各级人民代表大会选举法的决定[71]。
- 下午，上海野生动物园发生一起动物意外伤人事件，园区工作人员在猛兽区（车入区）实施作业时，遭受熊的攻击，致1人死亡[72]。

## 10月18日
- 国新办举行新闻发布会，介绍扎实推动深圳综合改革试点落地见效有关情况，会上正式发布《深圳建设中国特色社会主义先行示范区综合改革试点首批授权事项清单》，此次综合改革试点，首次采取“实施方案+授权清单”授权改革[73][74]。
- 位于河北省张家口市怀来县的官厅水库国家湿地公园正式对公众开放[75]。
- 晚，中印边境1名应牧民请求帮助寻找牦牛的解放军迷路走失。10月20日左右，印方向中方通报，已找到中方1名走失人员，将对其进行医学检查后移交中方[76]。

## 10月19日
- 湖北省高級人民法院副院長張忠斌自殺[77]。

## 10月20日
- 2时许，山西潞安集团左权阜生煤业井下发生一起瓦斯爆炸事故，造成4人死亡，1人受伤[78]。

## 10月21日
- 12时许，江苏省南京市溧水区一水库发生溺水事件，一女子被同伴推下水后，自己也一同落入水中，二人均溺水身亡[79]。
- 12时04分，四川省绵阳市北川县（北纬31.84度，东经104.17度）发生4.6级地震，震源深度17千米[80]。
- 16时47分，河北省保定市高阳县境内发生一起四车追尾交通事故，致7人死亡[81]。
- 21时12分，西藏自治区那曲市安多县（北纬33.27度，东经90.25度）发生4.3级地震，震源深度8千米[82]。

## 10月22日
- 11时03分，四川省绵阳市北川县（北纬31.83度，东经104.18度）发生4.7级地震，震源深度20千米[83]。
- 南京集成电路大学在江苏省南京市江北新区人力资源服务产业园揭牌成立[84]。

## 10月23日
- 2时24分，四川省绵阳市北川县（北纬31.83度，东经104.17度）发生3.0级地震，震源深度18千米[85]。
- 第四届中国戏曲文化周在北京园博园开幕[86]。
- 13时40分，黑龙江省伊春市南岔县热电厂8号炉主蒸汽2次门门盖发生漏水事故，现场工作人员在维修作业时发生二次事故，致1死3伤[87]。
- 纪念中国人民志愿军抗美援朝出国作战70周年大会在北京人民大会堂举行[88]。

## 10月24日
- 中央宣传部以云发布的方式，向全社会宣传发布中国人民志愿军老战士孙景坤、徐振明的先进事迹，授予他们“时代楷模”称号[89]。
- 中共江苏省委常委、政法委书记王立科涉嫌严重违纪违法，主动投案，接受中央纪委国家监委的纪律审查和监察调查[90]。

## 10月25日
- 凌晨2点左右，江苏省常州市南夏墅街道一商铺发生火灾，導致2人死亡，5人受傷[91]。

## 10月26日
- 中国共产党第十九届中央委员会第五次全体会议在北京召开。会议审议中共中央关于制定中华人民共和国国民经济和社会发展第十四个五年规划和2035年远景目标纲要的建议[92][93]。
- 为适应涉外海事审判需要，破解外国法查明难题，“上海海事法院外国法查明平台”在沪上线，这是中国海事审判领域首个外国法查明平台[94]。
- 柳州市一名教师离职时工资被扣除仅剩10元人民币，讨要说法时被教育机构负责人殴打至多处软组织撕裂伤和指骨开放性骨折，教育机构负责人被罚款200元。[95]

## 10月27日
- 全国人大常委会委员长栗战书在北京人民大会堂出席第六届金砖国家议会论坛视频会议并发表讲话[96][97]。

## 10月31日
- 10时许，广东省广州市天河区岗顶附近有一名男子持刀伤人，随后跳楼自杀。目前，2名伤者正在治疗[98]。